# Iain Percy
Iain Percy (ur. 21 marca 1976 w Southampton) – brytyjski żeglarz sportowy, mistrz (dwukrotnie) i wicemistrz olimpijski, dwukrotny mistrz świata.
W 2000 w Sydney triumfował w Finnie. Wkrótce później przeniósł się do klasy Star i w Atenach w 2004 roku zajął 6. miejsce. W 2008 roku w Pekinie wspólnie z Andrew Simpsonem sięgnął po złoto. Z tym samym partnerem zdobył srebro podczas igrzysk w Londynie.
Dwukrotny mistrz świata (2002, 2010), wicemistrz (2012) oraz czterokrotny brązowy medalista mistrzostw (2003, 2004, 2005 i 2007). Wszystkie zdobyte medale w mistrzostwach świata wywalczył w klasie Star, natomiast w klasie Finn najlepszym osiągnięciem poza olimpijskim triumfem w 2000 roku było czwarte miejsce w 1999 roku w mistrzostwach świata w Melbourne.
Jego partnerem w klasie Star był Steve Mitchell (zdobywali medale w latach 2002–2005), a potem Andrew Simpson (reszta medali).
Na początku sportowej kariery występował w klasie Laser, zajmując w 1996 roku piąte miejsce w mistrzostwach świata w Południowej Afryce.
Oficer Orderu Imperium Brytyjskiego (OBE).